# Зоран Янкович (политик)
Вижте пояснителната страница за други личности с името Зоран Янкович.
Зоран Янкович (на словенски: Zoran Janković) е словенски бизнесмен и политик от партията Листа на Зоран Янкович - Позитивна Словения.
Той е роден в семейство на сърбин и словенка в Сараорци, Сърбия на 1 януари 1953 г. Завършва икономика в Люблянския университет през 1980 г.
Работи в словенската верига супермаркети „Меркатор“ от 1984 г., като оглавява компанията от 1997 до 2005 г.
Избран е като независим кандидат за кмет на Любляна през 2006 г. В навечерието на предсрочните парламентарни избори през 2011 г. основава своя партия, която печели най-голям брой места в новото Държавно събрание.